# アトラス・エンターテインメント
アトラス・エンターテインメント（英: Atlas Entertainment）は米国の映画ファイナンス及び製作企業。チャールズ・ローヴェンとドーン・スティールによって1995年に設立された

## 歴史
2014年12月、アトラスは同社の管理子会社の「アトラス・アーティスト」を設立し、デイブ・フレーミングが率いることになった
チャールズ・ローヴェンとリチャード・サックルは2013年の映画『アメリカン・ハッスル』を製作し、両プロデューサーはアカデミー作品賞にノミネートされた 。アトラスもまたハッスル以降に映画も製作し『The Whole Truth』をサックルが担当した一方、『ウォークラフト』(2016年6月10日公開)と『バットマン vs スーパーマン ジャスティスの誕生』(2016年3月25日公開)はローヴェンが担当した。「アンチャーテッド」もアトラスとアラド・プロダクションによって製作される

## 映画
- 1995 - Angus
- 1995 - 12モンキーズ
- 1996 - The Hamster Factor and Other Tales of Twelve Monkeys
- 1998 - 悪魔を憐れむ歌
- 1998 - シティ・オブ・エンジェル
- 1999 - スリー・キングス
- 2002 - ローラーボール
- 2002 - スクービー・ドゥー
- 2004 - The Sex Side of Low Budget Films
- 2005 - ブラザーズ・グリム
- 2006 - Idlewild
- 2007 - Live!
- 2008 - バンク・ジョブ
- 2008 - ゲット スマート
- 2009 - ザ・バンク 堕ちた巨像
- 2010 - The Reef
- 2010 - Scooby-Doo! Curse of the Lake Monster
- 2011 - デビルクエスト
- 2013 - アメリカン・ハッスル
- 2015 - The Scoop
- 2016 - グレートウォール
- 2016 - ウォークラフト
- 2016 - バットマン vs スーパーマン ジャスティスの誕生
- 2016 - スーサイド・スクワッド
- 2016 - 砂上の法廷
- 2017 - ワンダーウーマン
- 2017 - ジャスティス・リーグ
- 2020 - ワンダーウーマン 1984
- 2020 - Scooby
- 2022 - アンチャーテッド

## テレビ
- 2014 - 12 Monkeys